# Une jeune fille savait
Pour plus de détails, voir Fiche technique et Distribution.
Une jeune fille savait est un film français réalisé par Maurice Lehmann et sorti en 1948.

## Synopsis
Un comédien, grand séducteur, a un fils de 20 ans (François Périer) à qui il donne des conseils qui lui ont toujours réussi; cependant ce fils a des difficultés avec Corinne (Dany Robin) qui se considère comme sa fiancée.

## Fiche technique
- Titre : Une jeune fille savait
- Réalisation  : Maurice Lehmann
- Scénario :  Michel Duran, d'après une pièce d'André Haguet
- Production : Royalty
- Photographie : André Germain
- Décors : René Renoux
- Montage : Marguerite Beaugé
- Distribution : Les Films de la Pléiade[1]
- Format :  Son mono - Noir et blanc - 35 mm  - 1,37:1
- Genre : Comédie
- Durée : 110 minutes
- Date de sortie : 24 mars 1948

## Distribution
- André Luguet : Bernard Levaison
- François Périer : 'Coco' Levaison
- Dany Robin : Corinne
- Françoise Christophe : Jacqueline
- Suzanne Desprès : Amélie
- Louis Florencie : Joseph
- Joëlle Janin
- Geneviève Morel : Sidonie - la bonne
- Jeanne Véniat : la dame
- Pierre Moncorbier
- Jacques Vertan
- Georges Cahuzac